# Berndt Robert Gustaf Stackelberg
Berndt Robert Gustaf Stackelberg, född 12 januari 1784 i Åbo län, död 10 november 1845 i Stockholm, var en svensk militär och diplomat. Mellan 1812 och 1816 var Stackelberg guvernör över kolonin Svenska S:t Barthélemy.

## Biografi
Stackelberg föddes som andre son till Berndt Magnus Stackelberg (1755–1815, son till Berndt Otto Stackelberg d.y.) och dennes första hustru friherrinnan Ottiliana Ulrica De Geer af Tervik (1760–1798, dotter till Otto Wilhelm De Geer). Fadern var då militär vid Åbo läns regemente. Föräldrarna gifte sig den 30 mars 1780.

Robert Stackelberg följde i faderns fotspår och inträdde i det militära. 1800 befordrades han till kornett vid Lätta Lifdragonregementet och 1805 avancerade han till löjtnant vid Livgardet till häst. 1809 befordrades Stackelberg till major och överadjutant i armén. Senare samma år utnämnds han till riddare av Svärdsorden och blev major vid Skånska Karabiniér-regementet. 1811 befordrades Stackelberg till överstelöjtnant vid generalstaben.

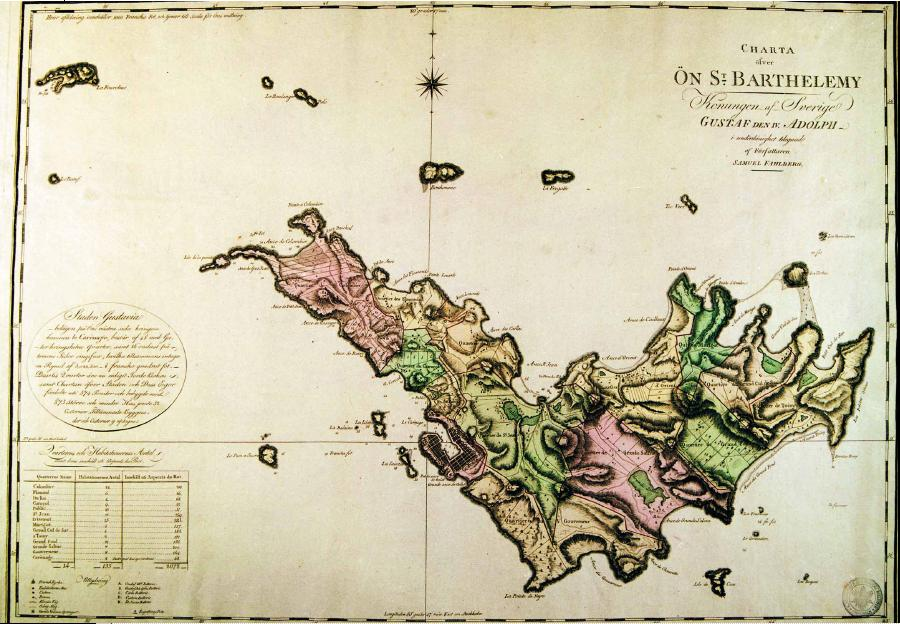
Svenska S:t Barthélemy 1784-1878

Mellan februari 1812 och den 20 oktober 1816 var Stackelberg guvernör över kolonin Svenska S:t Barthélemy.
Efter hemkomsten 1817 tog han avsked ur sitt regemente men fortsatte som överste vid Arméns generalstab.
Åren 1819–1831 var Robert Stackelberg chargé d’affaires vid Sveriges ambassad i Washington. Under detta uppdrag befordrades han 1828 till generaladjutant. Stackelberg lämnade den offentliga tjänsten 1832.
Stackelberg gifte sig aldrig och avled den 10 november 1845 i Stockholm.